# Agullana

Położenie gminy na mapie comarki Alt Empordà

Agullana – gmina w Hiszpanii, w Katalonii, w prowincji Girona, w comarce Alt Empordà.
W 2018 roku liczba ludności Agullany wyniosła 841 – 418 mężczyzn i 423 kobiety. Powierzchnia gminy wynosi 27,73 km². Agullana jest umieszczona na średniej wysokości 166 metrów nad poziomem morza.
W skład gminy, poza miejscowością o nazwie Agullana, wchodzi również L'Estrada.